# 廣州將軍
廣州將軍，全称镇守广州等处地方将军，为清朝从一品武职。

## 简介
清王朝在廣東一直派駐重兵，廣州、肇慶、惠州各有總督、巡撫、提督駐守，濱江臨海還設立了邊防七鎮，即虎門、潮州、南澳、瓊州、高廉、英德和惠州碣石鎮，由總兵分防。駐廣東的清軍是綠營兵和八旗兵，康熙十九年削藩后，朝廷又加設廣州將軍一職，統領八旗官兵。廣州將軍官階與兩廣總督相同，地位卻比其更高，全省綠營兵要受廣州將軍指揮調度。

## 歷任廣州將軍
以下截至光绪十年的历任广州将军见《驻粤八旗志》。其后历任广州将军见各自参考文献。

### 康熙、雍正、乾隆朝
| 姓名     | 任命時間     | 卸任時間     | 卸任原因 | 備註       |
| 王永譽   | 康熙十九年   | 康熙二十六年 |          | 漢軍正紅旗 |
| 拜音達禮 | 康熙二十七年 | 康熙三十七年 |          | 漢軍正白旗 |
| 盧崇耀   | 康熙三十八年 | 康熙四十一年 |          |            |
| 管源忠   | 康熙四十二年 | 雍正三年     |          | 漢軍鑲黄旗 |
| 李杖     |              | 雍正四年     |          |            |
| 石禮哈   |              | 雍正五年     |          | 漢軍正白旗 |
| 蔡良     | 雍正六年     | 雍正九年     |          | 漢軍正白旗 |
| 柏之蕃   | 雍正十年     | 雍正十二年   |          | 漢軍正黄旗 |
| 張正興   | 雍正十三年   | 乾隆二年     |          | 漢軍鑲黄旗 |
| 阿爾賽   | 乾隆三年     | 乾隆七年     |          | 漢軍正黄旗 |
| 策楞     | 乾隆八年     | 乾隆九年     |          | 滿洲鑲黄旗 |
| 錫特庫   | 乾隆十年     | 乾隆二十年   |          | 滿洲正黄旗 |
| 李侍堯   | 乾隆二十一年 | 乾隆二十四年 |          | 漢軍正藍旗 |
| 福增格   | 乾隆二十五年 | 乾隆二十七年 |          | 滿洲正黄旗 |
| 朗福     | 乾隆二十八年 | 乾隆二十九年 |          | 滿洲鑲黄旗 |
| 杨宁     | 乾隆三十年   | 乾隆三十一年 |          | 滿洲正黄旗 |
| 容保     | 乾隆三十二年 | 乾隆三十三年 |          |            |
| 增海     |              | 乾隆三十四年 |          | 宗室       |
| 特克慎   | 乾隆三十五年 | 乾隆三十六年 |          | 滿洲正紅旗 |
| 秦璜     | 乾隆三十六年 | 乾隆三十七年 |          |            |
| 缺       | 乾隆三十八年 | 乾隆三十九年 |          |            |
| 永瑋     | 乾隆四十年   | 乾隆四十四年 |          | 宗室       |
| 福增格   |              | 乾隆四十五年 |          | 滿洲正黄旗 |
| 傅玉     | 乾隆四十六年 | 乾隆四十八年 |          | 满洲镶黄旗 |
| 存泰     | 乾隆四十九年 | 乾隆五十四年 |          | 漢軍正黄旗 |
| 善德     | 乾隆五十五年 | 乾隆五十七年 |          | 滿洲鑲黄旗 |
| 福昌     | 乾隆五十八年 | 嘉慶二年     |          | 滿洲正白旗 |

### 嘉庆、道光、咸丰朝
| 姓名     | 任命時間     | 卸任時間     | 卸任原因     | 備註       |
| 崇尚     | 嘉慶三年     | 嘉慶五年     |              | 宗室       |
| 書敬     | 嘉慶六年     | 嘉慶七年     |              | 宗室       |
| 慶怡     | 嘉慶八年     | 嘉慶九年     |              | 宗室       |
| 弘康     |              | 嘉慶十年     |              | 宗室       |
| 陽春     | 嘉慶十一年   | 嘉慶十三年   |              |            |
| 明俊     |              | 嘉慶十四年   |              | 满洲镶黄旗 |
| 慶溥     |              | 嘉慶十五年   |              | 滿洲鑲黄旗 |
| 福全     | 嘉慶十六年   | 嘉慶十七年   |              | 滿洲鑲黄旗 |
| 本智     | 嘉慶十八年   | 嘉慶二十三年 |              | 蒙古鑲白旗 |
| 八十六   | 嘉慶二十四年 | 嘉慶二十五年 |              |            |
| 孟住     | 道光元年     | 道光三年     |              | 滿洲正白旗 |
| 弘善     |              | 道光四年     |              | 宗室       |
| 果齊斯歡 | 道光五年     | 道光六年     |              | 宗室       |
| 慶保     | 道光七年     | 道光十三年   |              | 滿洲鑲黄旗 |
| 哈豐阿   | 道光十四年   | 道光十五年   | 調黑龍江將軍 | 滿洲镶黄旗 |
| 蘇勒芳阿 | 道光十六年   | 道光十七年   |              | 滿洲正黄旗 |
| 德克金布 | 道光十八年   | 道光二十年   |              |            |
| 阿精阿   | 道光二十一年 | 道光二十二年 |              | 滿洲正黄旗 |
| 伊布     | 道光二十三年 | 道光二十三年 | 病逝         | 滿洲鑲黄旗 |
| 奕湘     | 道光二十四年 | 道光二十五年 |              | 宗室       |
| 穆特恩   | 道光二十六年 | 咸豐六年     |              | 滿洲正白旗 |
| 穆克德納 | 咸豐七年     | 同治元年     |              | 滿洲鑲白旗 |

### 同治、光绪、宣统朝
| 姓名 | 任命時間                       | 卸任時間                       | 卸任原因                                                               | 備註       |
| 瑞麟 | 同治二年                       | 同治六年                       |                                                                        | 滿洲正藍旗 |
| 庆春 | 同治七年                       | 同治八年                       |                                                                        | 宗室       |
| 長善 | 同治九年                       | 光緒十年                       |                                                                        | 滿洲鑲紅旗 |
| 继格 | 光绪十年                       | 光绪二十一年                   |                                                                        | 满洲正白旗 |
| 保年 | 光绪二十一年（1895年4月16日）  | 光绪二十四年                   |                                                                        | 满洲正黄旗 |
| 寿荫 | 光绪二十四年（1898年9月1日）   | 光绪三十二年（1906年11月17日） | 免职后直到光绪三十三年（1907年）署理广州将军                           | 正红旗宗室 |
| 诚勳 | 光绪三十二年（1906年11月17日） | 光绪三十三年（1907年3月4日）   |                                                                        | 满洲正红旗 |
| 景澧 | 光绪三十三年（1907年3月4日）   | 光绪三十四年                   |                                                                        | 满洲镶白旗 |
| 增祺 | 光绪三十四年（1908年10月22日） | 宣统三年（1911年3月22日）      | 光绪三十四年（1908年10月25日）以增祺尚未到任，命广州满洲副都统孚琦暂署 | 满洲镶白旗 |
| 诚勳 | 宣统三年（1911年3月22日）      | 宣统三年（1911年8月15日）      | 广州满洲副都统孚琦兼署，宣统三年（1911年4月8日）孚琦遇刺身亡           | 满洲正红旗 |
| 凤山 | 宣统三年（1911年8月15日）      | 宣统三年（1911年10月25日）     | 遇剌身亡                                                               | 汉军镶白旗 |
| 春禄 | 宣统三年（1911年10月27日）     |                                |                                                                        |            |